# Giant Sparrow
Giant Sparrow é uma empresa americana de jogos eletrônicos independentes sediada em Santa Mônica, na Califórnia, liderada pelo diretor criativo Ian Dallas. Seu primeiro jogo, The Unfinished Swan, foi lançado em 2012 para PlayStation 3 e em 2014 em PlayStation 4. O projeto mais recente da empresa é What Remains of Edith Finch, lançado para PlayStation 4 e Microsoft Windows em 2017. O jogo foi publicado pela Annapurna Interactive, um braço da Annapurna Pictures.

## Jogos
The Unfinished Swan se passa em um mundo surreal e vazio, onde o jogador, um garoto chamado Monroe, está perseguindo um cisne que havia escapado de uma pintura. O jogador deve jogar tinta em seus arredores para revelar o mundo. O jogo foi lançado para PlayStation 3 em 23 de outubro de 2012 e mais tarde para PlayStation 4, PlayStation Vita e Microsoft Windows.[carece de fontes?]
What Remains of Edith Finch é um jogo narrativo de aventura em primeira pessoa. Ele foi lançado para Microsoft Windows e PlayStation 4 em 25 de abril de 2017, e mais tarde para Xbox One e Nintendo Switch.[carece de fontes?] Em 7 de dezembro de 2017, ele recebeu o prêmio de "Melhor Narrativa" no The Game Awards 2017.
Um novo jogo está em desenvolvimento, "focando na beleza encantadora da locomoção animal."
| Ano  | Título                      | Plataformas                                                       |
| ---- | --------------------------- | ----------------------------------------------------------------- |
| 2012 | The Unfinished Swan         | PlayStation 3, PlayStation 4, PlayStation Vita, Microsoft Windows |
| 2017 | What Remains of Edith Finch | PlayStation 4, Microsoft Windows, Xbox One, Nintendo Switch       |